# Heike Gebhard

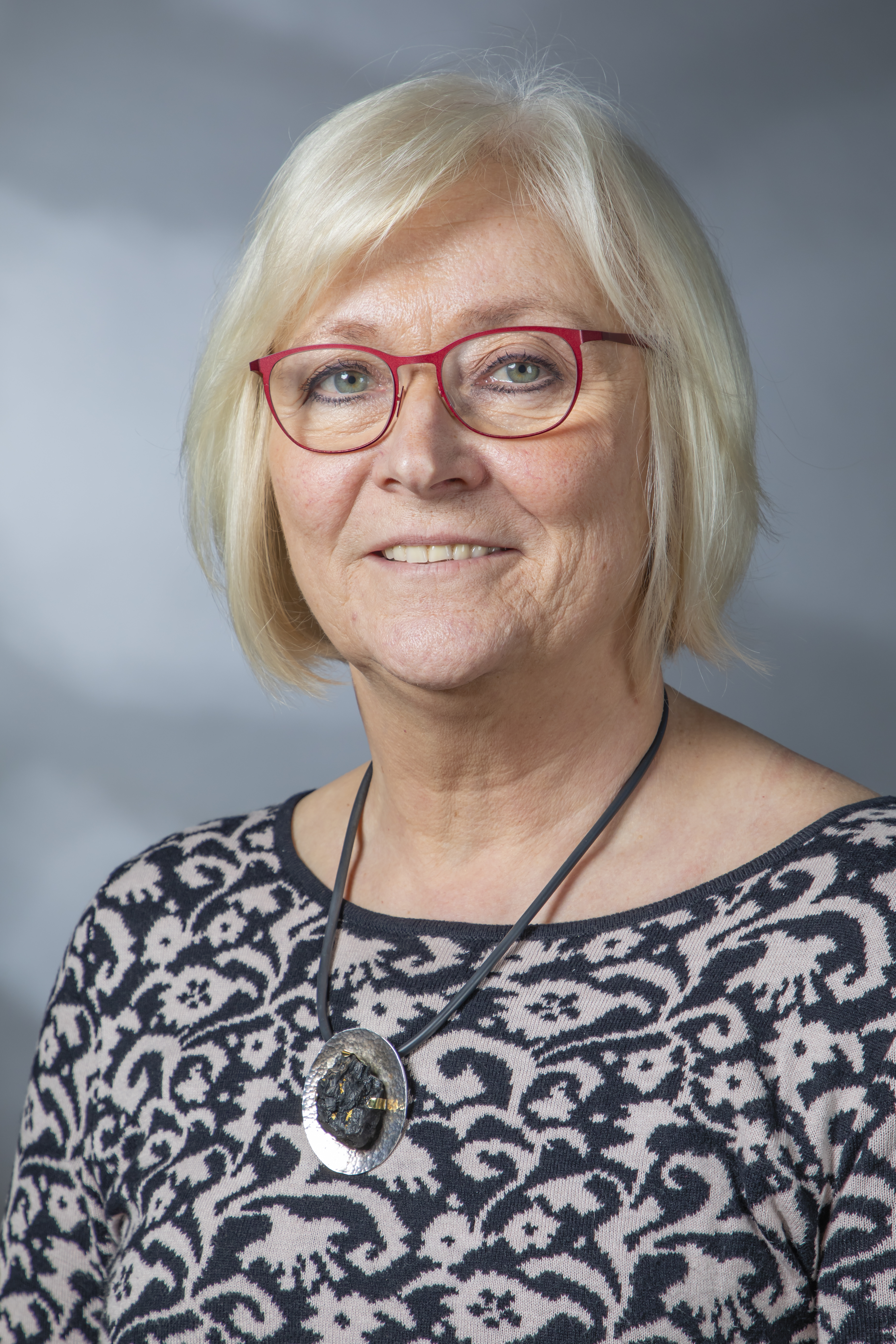
Heike Gebhard (2019).

Heike Gebhard (* 22. März 1954 in Gelsenkirchen) ist eine deutsche Politikerin (SPD). Sie war von 2005 bis 2022 Abgeordnete des Landtags Nordrhein-Westfalen.

## Herkunft und Beruf
Heike Gebhard machte ihr Abitur im Jahr 1972 am Annette-von-Droste-Hülshoff-Gymnasium in Gelsenkirchen. In den Jahren 1972 bis 1979 studierte sie Mathematik und Wirtschaftswissenschaften an der Ruhr-Universität Bochum. Hier schloss sie ihr Studium 1979 als Diplom-Mathematikerin ab. Von 1979 bis 1983 war sie als wissenschaftliche Mitarbeiterin und persönliche Referentin des Rektors der Universität Essen tätig.
Im Jahr 1983 übertrug man Heike Gebhard die Stelle einer Referatsleiterin an der Hans-Böckler-Stiftung. In dieser Position war sie bis 1991 tätig. Seit 1998 arbeitete Heike Gebhard als wissenschaftliche Mitarbeiterin an der Universität Duisburg-Essen als Geschäftsführerin des Essener Kollegs für Geschlechterforschung und ist zurzeit zur Wahrnehmung ihres Landtagsmandates beurlaubt. Gebhard ist verheiratet und hat vier Kinder.

## Partei und Organisationen
Heike Gebhard ist Mitglied der SPD seit 1972. Im Jahr 1974 war sie stellvertretende Vorsitzende der Jusos in der SPD im Unterbezirk Gelsenkirchen. Von 1977 bis 1980 war sie Vorsitzende des Landesverbandes der Jusos in NRW. Im SPD-Unterbezirk Gelsenkirchen war sie von 1975 bis 1985 sowie von 1992 bis 1994 und seit 1996 Mitglied des Vorstandes.
In den Jahren 2006 bis 2010 war Heike Gebhard stellvertretende Vorsitzende der Gelsenkirchener SPD. In der Arbeitsgemeinschaft sozialdemokratischer Frauen (AsF) ist sie seit 2006 Vorsitzende in Gelsenkirchen, seit 2007 Vorsitzende der Region Westliches Westfalen und seit 2006 auch Mitglied im Landesvorstand der AsF in Nordrhein-Westfalen.
Am 13. März 2010 wurde sie mit 94,9 % der Stimmen zur neuen Vorsitzenden der Gelsenkirchener SPD gewählt.
Heike Gebhard ist ehrenamtlich tätig im Aufsichtsrat der Katholischen Kliniken Emscher Lippe (KKEL) und Beisitzerin im Unterbezirksvorstand der Arbeiterwohlfahrt (AWO) Gelsenkirchen/Bottrop. Weiterhin ist sie Mitglied der Gewerkschaft ver.di.

## Mandate
Vor ihrer Tätigkeit als Landtagsabgeordnete war Heike Gebhard Mitglied im Beirat für Obdachlose und Flüchtlinge des Rates der Stadt Gelsenkirchen.
Heike Gebhard war von 2005 bis 2022 Abgeordnete des Landtags Nordrhein-Westfalen. Sie war Vorsitzende im Ausschuss für Arbeit, Gesundheit und Soziales. Außerdem gehörte sie dem Haushalts- und Finanzausschuss an.